# پلاتین (آلبوم میراندا لمبرت)
 «پلاتین» آلبومی از هنرمند اهل ایالات متحده آمریکا میراندا لمبرت است که در ۳ ژوئن ۲۰۱۴ منتشر شد.
این آلبوم با فروش ۱۸۰٬۰۰۰ نسخه در هفتهٔ نخست، در صدر جدول بیلبورد ۲۰۰ آمریکا جای گرفت و نخستین آلبوم لمبرت می‌باشد که به چنین موفقیت تجاری در هفتهٔ نخست دست می‌یابد.
پلاتین در ۸ فوریه ۲۰۱۵ برندهٔ جایزه گرمی بهترین آلبوم کانتری شد.

## فهرست ترانه‌ها
| شماره      | نام                                                | نویسنده(ها)                             | مدت   |
| ---------- | -------------------------------------------------- | --------------------------------------- | ----- |
| ۱.         | «دختران»                                           | دیکول گالیون، ناتالی همبای، جیمی رابینز | ۳:۳۵  |
| ۲.         | «پلاتین»                                           | میراندا لمبرت، گالیون، همبای            | ۳:۱۱  |
| ۳.         | «واگن قرمز کوچک»                                   | آدرا می، جو گینزبرگ                     | ۳:۲۴  |
| ۴.         | «سیگار کشیدن و نوشیدن» (همراه با لیتل بیگ تاون)    | همبای، لوک لید، شین مک‌انالی             | ۵:۳۰  |
| ۵.         | «پریسیلا»                                          | گالیون، همبای، رابینز                   | ۳:۲۶  |
| ۶.         | «خودکار»                                           | لمبرت، گالیون، همبای                    | ۴:۰۷  |
| ۷.         | «سینک حمام»                                        | لمبرت                                   | ۴:۰۵  |
| ۸.         | «مشکل قدیمی»                                       | برنت کاب، نیل میسن                      | ۲:۴۵  |
| ۹.         | «همه آنچه بجای مانده است» (همراه با د تایم جامپرز) | دیکسی هال، تام تی هال                   | ۳:۱۱  |
| ۱۰.        | «جاذبه یک سلیطه است»                               | لمبرت، اسکات ورای                       | ۳:۰۸  |
| ۱۱.        | «بچه‌ها بچه‌ها را می‌سازند»                           | گالیون، همبای، رابینز                   | ۲:۵۶  |
| ۱۲.        | «یک چیز بد» (دوخوانی با کری آندروود)               | کریس دی‌استفانو، برت جیمز، پریسیلا رنی   | ۲:۴۹  |
| ۱۳.        | «نگهداشتن تو»                                      | لمبرت، جسی الکساندر، اشلی مونرو         | ۴:۳۲  |
| ۱۴.        | «دو حلقه خجالت»                                    | لمبرت، برندی کلارک، هیثر لیتل           | ۳:۱۸  |
| ۱۵.        | «هوشیار سر سخت»                                    | لمبرت، همبای، لیرد                      | ۴:۲۸  |
| ۱۶.        | «یکشنبه‌ای دیگر در جنوب»                            | لمبرت، مونرو، الکساندر                  | ۳:۵۰  |
| مجموع مدت: | مجموع مدت:                                         | مجموع مدت:                              | ۵۸:۱۵ |